# Coppa dei Campioni del Golfo 2014
La Coppa dei Campioni del Golfo 2014 è stata la 29ª edizione della coppa a cui prendono parte 12 squadre da 5 federazioni provenienti da tutto il Golfo Persico.
La competizione è stata vinta dall'Al-Nasr che si aggiudica la prima edizione della coppa nella sua storia, dopo aver vinto in finale contro gli omaniti dell'Saham Club.

## Squadre Partecipanti
| Al-Muharraq  | vincitore 2013 Bahraini King's Cup               |
| Al-Busaiteen | 1º posto Bahrain First Division League 2012-2013 |
| Al-Naser     | 4º posto Kuwaiti Premier League 2012-2013        |
| Al Jahra     | 5º posto Kuwaiti Premier League 2012-2013        |
| Saham Club   | 3º posto Oman Professional League 2012-2013      |
| Al-Nahda     | 4º posto Oman Professional League 2012-2013      |

| Al-Kharitiyath | 2º posto Qatar Stars League 2012-2013        |
| Al-Khor        | 7º posto Qatar Stars League 2012-2013        |
| Al Raed        | 8º posto Saudi Professional League 2012-2013 |
| Al Shoalah     | 9º posto Saudi Professional League 2012-2013 |
| Al Shabab      | 5º posto UAE Arabian Gulf League 2012-2013   |
| Al Nasr        | 6º posto UAE Arabian Gulf League 2012-2013   |

## Gruppi
Le squadre sono state divise in quattro gruppi da tre squadre ciascuno.
Si qualificano alla fase finale le prime due di ogni girone.
| Gruppo A                    | Gruppo B                               | Gruppo C                     | Gruppo D                         |
| --------------------------- | -------------------------------------- | ---------------------------- | -------------------------------- |
| Al Jahra Al Raed Saham Club | Al Shabab Dubai Al Shoalah Al-Muharraq | Al-Khor Al-Busaiteen Al Nasr | Al-Naser Al-Kharitiyath Al Nahda |

## Fase a gironi

### Gruppo A
| Squadre    | P.ti | G | V | N | P | GF | GS | DR |
| ---------- | ---- | - | - | - | - | -- | -- | -- |
| Saham Club | 8    | 4 | 2 | 2 | 0 | 8  | 6  | +2 |
| Al Jahra   | 5    | 4 | 1 | 2 | 1 | 9  | 9  | 0  |
| Al Raed    | 2    | 4 | 0 | 2 | 2 | 6  | 8  | -2 |

|            | Al Jahra | Al Raed | Saham Club |
| ---------- | -------- | ------- | ---------- |
| Al Jahra   | –        | 2 – 2   | 3 – 4      |
| Al Raed    | 2 – 3    | –       | 1 – 1      |
| Saham Club | 1 – 1    | 2 – 1   | –          |

### Gruppo B
| Squadre         | P.ti | G | V | N | P | GF | GS | DR |
| --------------- | ---- | - | - | - | - | -- | -- | -- |
| Al Shabab Dubai | 7    | 4 | 2 | 1 | 1 | 4  | 3  | +1 |
| Al-Muharraq     | 7    | 4 | 2 | 1 | 1 | 4  | 3  | +1 |
| Al Shoalah      | 2    | 4 | 0 | 2 | 2 | 2  | 4  | -2 |

|                 | Al Shabab Dubai | Al-Muharraq | Al Shoalah |
| --------------- | --------------- | ----------- | ---------- |
| Al Shabab Dubai | –               | 0 – 1       | 1 – 0      |
| Al-Muharraq     | 1 – 2           | –           | 1 – 0      |
| Al Shoalah      | 1 – 1           | 1 – 1       | –          |

### Gruppo C
| Squadre      | P.ti | G | V | N | P | GF | GS | DR |
| ------------ | ---- | - | - | - | - | -- | -- | -- |
| Al Nasr      | 8    | 4 | 2 | 2 | 0 | 8  | 2  | +6 |
| Al-Busaiteen | 7    | 4 | 2 | 1 | 1 | 5  | 2  | +3 |
| Al-Khor      | 1    | 4 | 0 | 1 | 3 | 3  | 12 | -9 |

|           | Al-Khor | Al-Busaiteen | Al Nasr |
| --------- | ------- | ------------ | ------- |
| Al-Khor   | –       | 1 – 4        | 2 – 2   |
| Busaiteen | 1 – 0   | –            | 0 – 1   |
| Al Nasr   | 5 – 0   | 0 – 0        | –       |

### Gruppo D
| Squadre        | P.ti | G | V | N | P | GF | GS | DR |
| -------------- | ---- | - | - | - | - | -- | -- | -- |
| Al Nahda       | 8    | 4 | 2 | 2 | 0 | 9  | 3  | +6 |
| Al-Kharitiyath | 5    | 4 | 1 | 2 | 1 | 10 | 9  | +1 |
| Al-Naser       | 2    | 4 | 0 | 2 | 2 | 6  | 13 | -7 |

|                | Al-Naser | Al-Kharitiyath | Al Nahda |
| -------------- | -------- | -------------- | -------- |
| Al-Naser       | –        | 1 – 1          | 1 – 1    |
| Al-Kharitiyath | 4 – 4    | –              | 2 – 2    |
| Al Nahda       | 4 – 0    | 2 – 0          | –        |

## Quarti di Finale
| 22 aprile 2014, ore 17:15 UTC+4 | Saham Club | 3 – 1 | Al-Bisitin | Complesso sportivo del Sultano Qabus, Mascate, Oman |

| 22 aprile 2014, ore 18:30 UTC+4              | Al-Nasr              | 2 – 2 (d.t.s.) | Al-Jahra | Maktoum Bin Rashid Al Maktoum Stadium, Dubai, Emirati Arabi Uniti |
| \| \| \| \| \| \| Tiri di rigore 5 – 3 \| \| |                      |                |          |                                                                   |
|                                              |                      |                |          |                                                                   |
|                                              | Tiri di rigore 5 – 3 |                |          |                                                                   |

| 23 aprile 2014, ore 16:00 UTC+4 | Al-Shabab | 4 – 0 | Al-Kharitiyath | Maktoum Bin Rashid Al Maktoum Stadium, Dubai, Emirati Arabi Uniti |

| 23 aprile 2014, ore 17:15 UTC+4 | Al-Nahda | 3 – 0 | Al-Muharraq | Complesso sportivo del Sultano Qabus, Mascate, Oman |

## Semifinali
| Squadra 1  | Totale           | Squadra 2 | Andata | Ritorno |
| ---------- | ---------------- | --------- | ------ | ------- |
| Saham Club | 4-4 (5-4 d.c.r.) | Al-Shabab | 3-1    | 1-3     |
| Al-Nahda   | 2-3              | Al-Nasr   | 1-1    | 1-2     |

### Andata
| 5 maggio 2014, ore 17:20 UTC+4 | Saham Club | 3 – 1 | Al-Shabab | Complesso sportivo del Sultano Qabus, Mascate, Oman |

| 6 maggio 2014, ore 17:20 UTC+4 | Al-Nahda | 1 – 1 | Al-Nasr | Complesso sportivo del Sultano Qabus, Mascate, Oman |

### Ritorno
| 13 maggio 2014, ore 17:45 UTC+4              | Al-Shabab            | 3 – 1 (d.t.s.) 4-4 | Saham Club | Maktoum Bin Rashid Al Maktoum Stadium, Dubai, Emirati Arabi Uniti |
| \| \| \| \| \| \| Tiri di rigore 4 – 5 \| \| |                      |                    |            |                                                                   |
|                                              |                      |                    |            |                                                                   |
|                                              | Tiri di rigore 4 – 5 |                    |            |                                                                   |

| 14 maggio 2014, ore 17:45 UTC+4 | Al-Nasr | 2 – 1 3-2 | Al-Nahda |  |

## Finale
| Arbitro: | Al Mirdasi |

|                        |           |           |
| Leonardo 79’ Touré 28’ | Marcatori | 79’ Johar |